# Světová výstava 1986
Světová výstava neboli EXPO v roce 1986 se konala ve Vancouveru od 2. května do 13. října. Jejím tématem byl rozvoj dopravních a komunikačních technologií, měla motto „Transportation and Communication: World in Motion – World in Touch“ („Doprava a komunikace: Svět v pohybu – svět v kontaktu“). Akce byla součástí oslav stého výročí založení města, bylo to druhé (po Světové výstavě 1967 v Montréalu) a zatím poslední Expo konané na území Kanady. Mezinárodní úřad pro výstavnictví ji zařadil do kategorie II (specializovaná výstava). 
Výstavní areál o rozloze 70 hektarů byl postaven na severním břehu zálivu False Creek podle projektu Bruna Freschiho. Veletrhu se účastnilo celkem 54 zemí a prohlédlo si ho přes 22 milionů návštěvníků, přičemž zhruba polovina jich přijela z USA. Celkové náklady veletrhu činily 802 milionů dolarů, které se ale podařilo pokrýt tržbami jen ze dvou třetin, tržby dosáhly 491 milionů dolarů.
Oficiálním maskotem výstavy byl robot Expo Ernie, logo tvořily tři spojené kruhy představující zemi, vodu a vzduch, doplněné čárkou a tvořící letopočet 86.

## Areál výstaviště
Výstaviště se rozkládalo na ploše 70 hektarů, areál se táhl v délce 4,5 km podél severního a východního pobřeží zálivu False Creek, který tvoří přirozenou hranici mezi centrem Vancouveru a jeho okrajovými oblastmi. Areál byl rozdělen do šesti barevně odlišených zón, v nichž se nacházely mezinárodní a provinční pavilony a také restaurace a divadla.
Ústřední dopravní téma veletrhu bylo jasně rozpoznatelné podle rozmanitosti dopravních možností uvnitř výstaviště. Návštěvníci mohli využít Skytrain, různé zóny areálu propojoval Monorail dlouhý 5,4 km a dalšími dopravními prostředky byly autobusy, trajekt nebo vznášedlo. Veškerá doprava na výstavišti byla zdarma.

## Expozice
Výstavu slavnostně zahájili Charles, princ z Walesu, princezna Diana a Brian Mulroney.  Výstavu navštívilo 22 111 578 lidí a zúčastnilo se jí 55 zemí. Skončila sice finančním prodělkem ve výši 311 milionů kanadských dolarů, ale přesto bývá řazena k nejúspěšnějším v historii. Své vlastní pavilony měly všechny kanadské provincie a teritoria. Vystavovaly zde také velké firmy jako Air Canada, General Motors nebo Canadian Pacific Railway, specializované pavilony představovaly poklady Ramesse II. nebo velké norské cestovatele, zvláštní program SteamExpo byl věnován historii parního stroje. Zájem vzbudilo také interaktivní vědecké muzeum Science World Vancouver a jednokolejná dráha Monorail, která byla po skončení výstavy přemístěna do zábavního parku Alton Towers v anglickém hrabství Staffordshire.
V přístavu byly k vidění parníky a plachetnice, nechyběl ani průlet letadla DC-3 a speciální aktivity pro parní lokomotivy. Japonsko vystavilo prototyp svého magnetického levitačního vlaku a německý pavilon představil autobus schopný jezdit na naftu i elektřinu. Francie představila repliku vlaku TGV ve skutečné velikosti a na francouzský národní den také repliku horkovzdušného balonu bratří Montgolfierů.
Proběhl také kulturní festival, na kterém vystoupili Einstürzende Neubauten, Harry Belafonte, Wynton Marsalis, Julio Iglesias, A-ha, Mormonský chrámový sbor, Johnny Cash, Depeche Mode, The Manhattan Transfer, Sheena Eastonová, Michail Baryšnikov, Bill Cosby a další umělci. 

### Pavilony
Celkem zde bylo 65 pavilonů, z toho 41 mezinárodních. Kanadský pavilon se nacházel v severní části výstaviště v městském přístavu, zabíral plochu tří hektarů a byl umístěn na molu, které sahalo do zálivu na délku tří a půl městských bloků. Expo 1986 bylo první světovou výstavou, které se zúčastnily současně USA, Sovětský svaz a Čína. Klíčovým bodem komunikace těchto velmocí se stalo cestování do vesmíru. Sovětský pavilon, který se rozkládal uprostřed areálu na ploše 2 500 m2, oslavoval 25. výročí pilotovaných letů do vesmíru patnáctimetrovou sochou Jurije Gagarina, prvního člověka, který obletěl Zemi. Návštěvníci si mohli projít 33metrovou repliku sovětské vesmírné stanice a prohlédnout si funkční laboratoř. V pavilonu USA se příchozí seznámili s cestováním do vesmíru, mohli si prohlédnout galerie amerických vesmírných průkopníků, jejich vybavení a modely kosmických lodí, včetně raketoplánu Columbia. Čínský pavilon na východním konci výstaviště se vyznačoval malovaným obloukem vytvořeným podle vzoru brány v pekingském Letním paláci a vystavoval také modely kosmických raket a komunikační družice.
Československý pavilon byl považován za velmi úspěšný a tvořily se před ním dlouhé fronty. Československo na vancouverském veletrhu dostalo příležitost vybudovat kromě národního pavilonu oficiální pavilon zachycující historii a budoucnost dopravy. Na expozici Roundhouse, umístěné v historické výtopně lokomotiv, se podíleli experti z Národního technického muzea, Martin Rainiš, Kurt Gebauer a herci HaDivadla. Výstava nabídla retrospektivní pohled do doby, kdy byl spalovací motor považován za revoluční změnu a používání elektřiny bylo teprve v začátcích. Následovala chronologická expozice, která končila úsměvnou prezentací nezdarů i úspěchů průkopníků techniky. U vchodu do pavilónu návštěvníky vítala lokomotiva číslo 374, která do Vancouveru přivezla první transkontinentální cestovatele. O československé účasti na výstavě natočil Lubomír Jakeš dokumentární film Expo 86.

## Přínos výstavy pro město
Zaměření Expa na dopravu mělo na Vancouver dlouhodobý pozitivní dopad. Kvůli Expu byl vybudován systém rychlodráhy SkyTrain, který spojoval obě strany zálivu a vzdálenost 1,2 kilometru urazil za 4 minuty.  Postaven byl také lanový most Alexe Frasera přes řeku Fraser, který byl v době svého otevření nejdelším mostem svého druhu. Kanadský pavilon byl přeměněn na nový vancouverský přístav, jehož ikonické bílé plachty zůstaly na svém místě a staly se jedním z charakteristických znaků města. Výstavu dál připomínají také stadion BC Place Stadium, konferenční centrum Canada Place, plovoucí restaurace McBarge a socha inukšuka. 

## Galerie

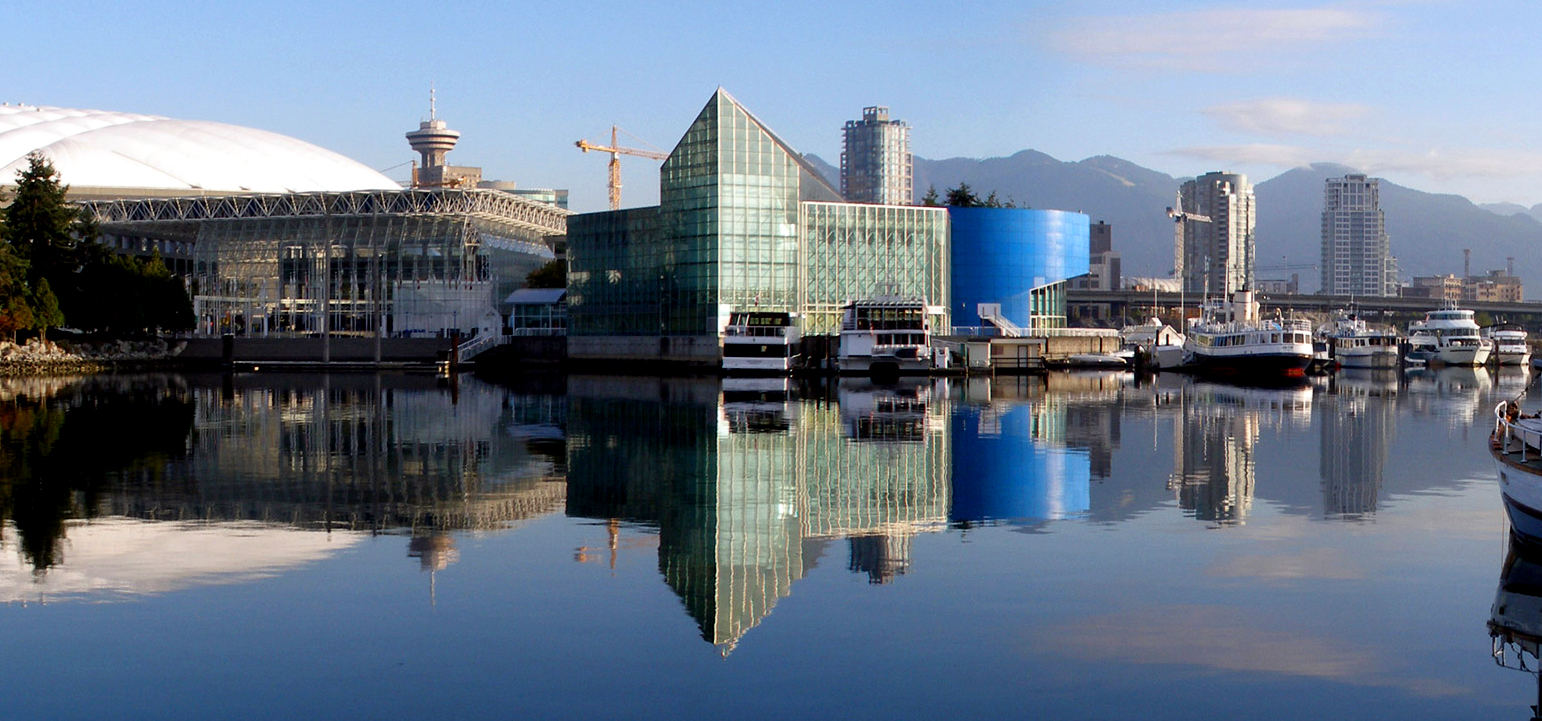
Areál Plaza of Nations
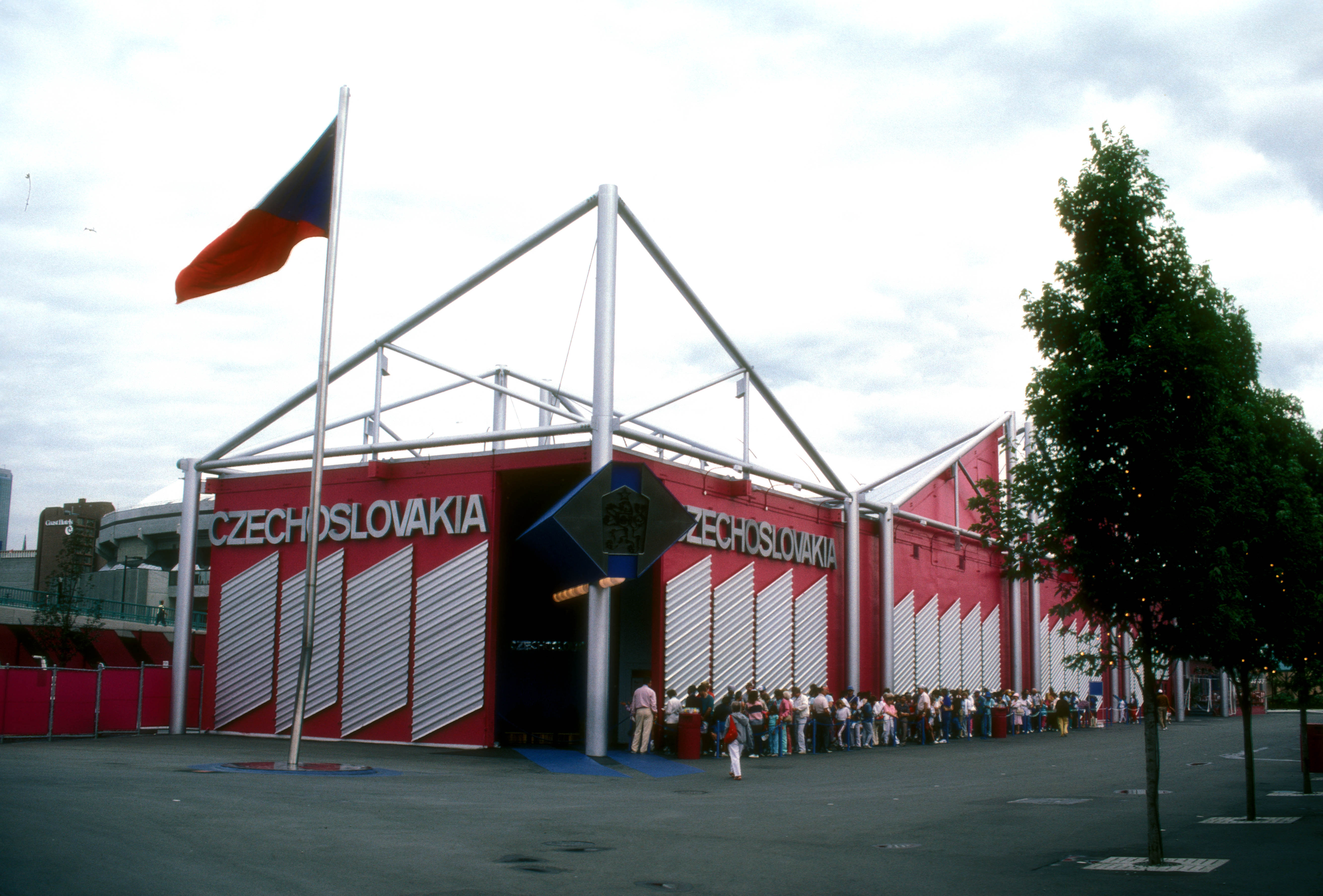
Československý pavilon
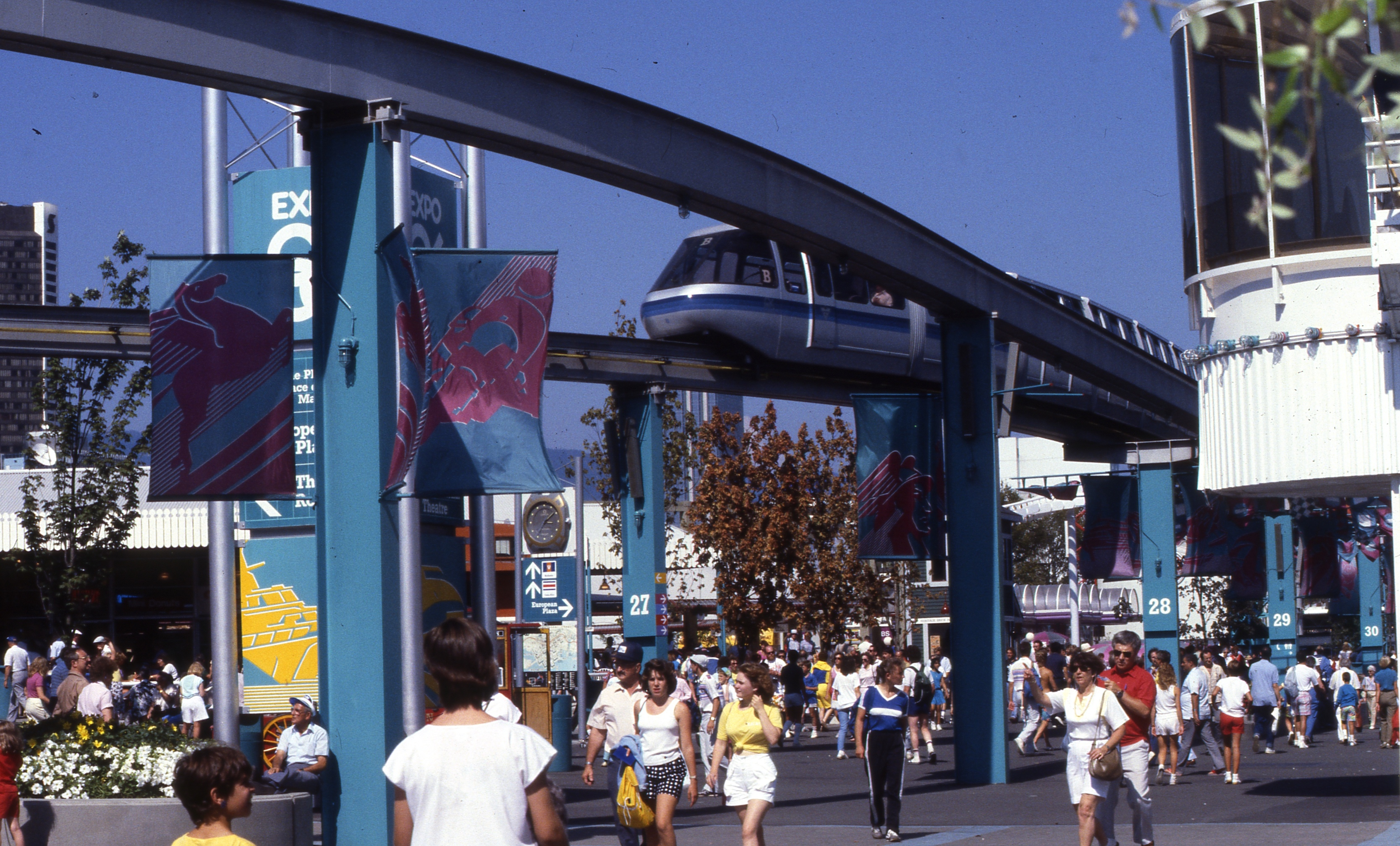
Jednokolejná dráha
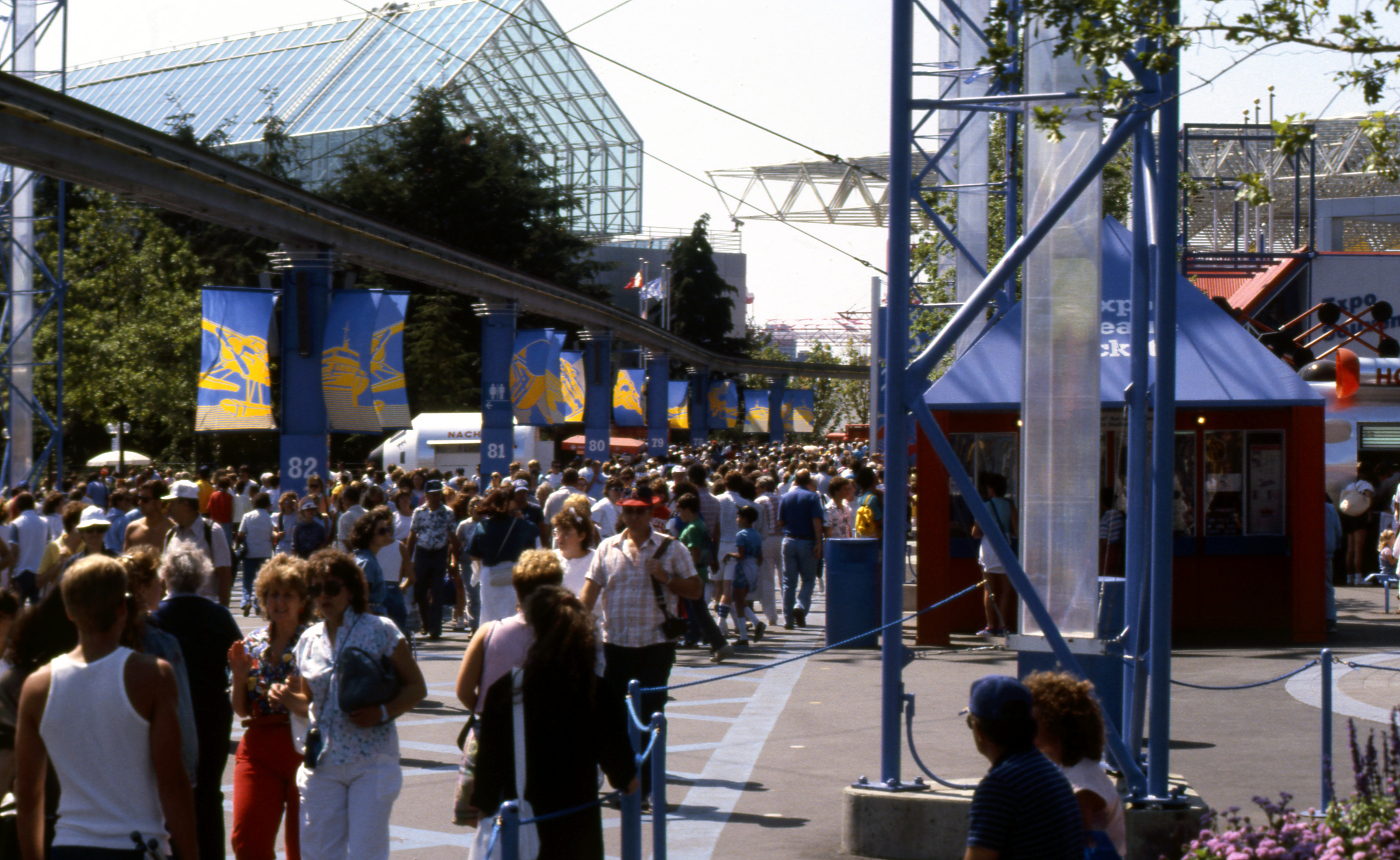
Návštěvníci výstavy
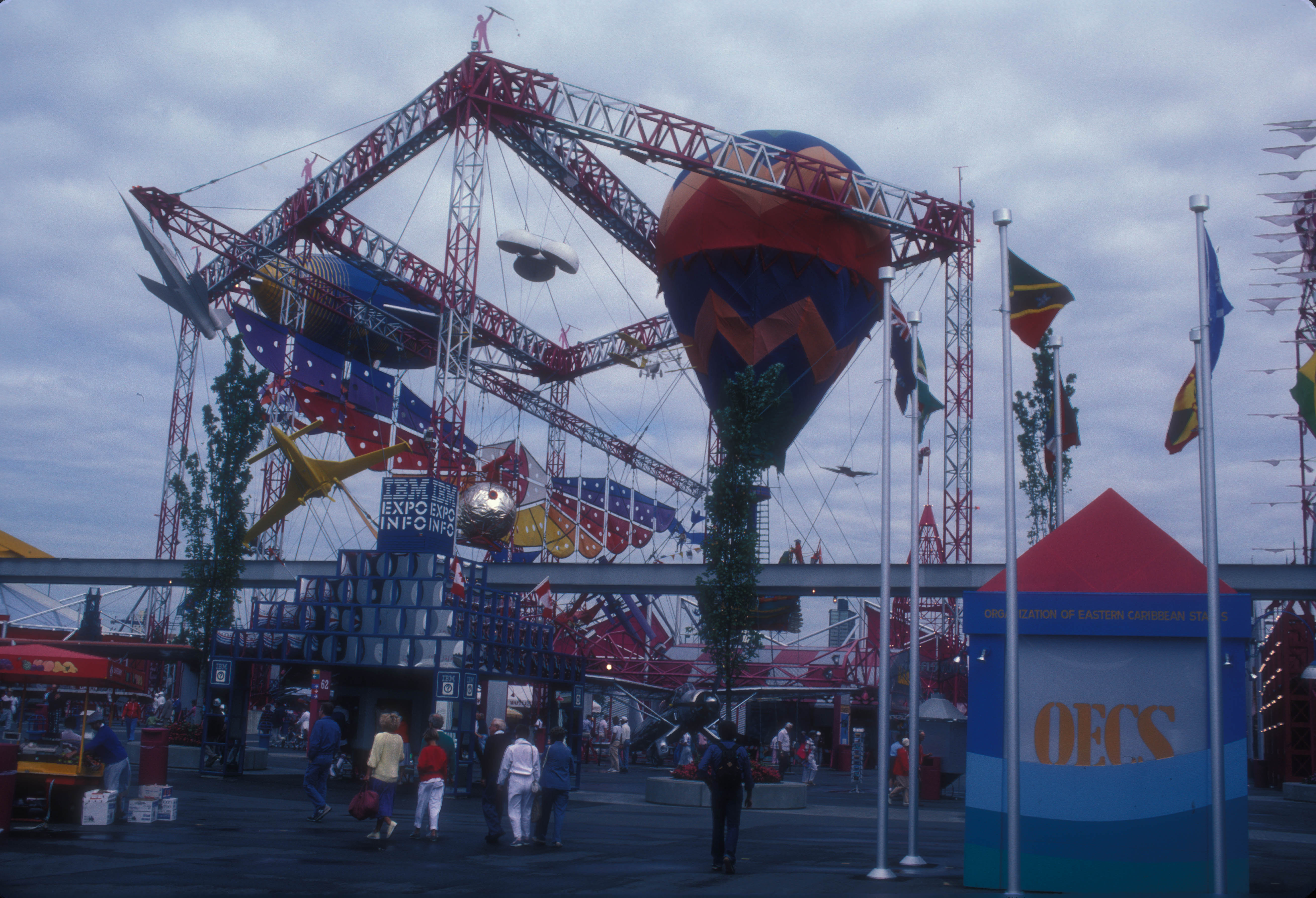
Expozice vzdušné dopravy
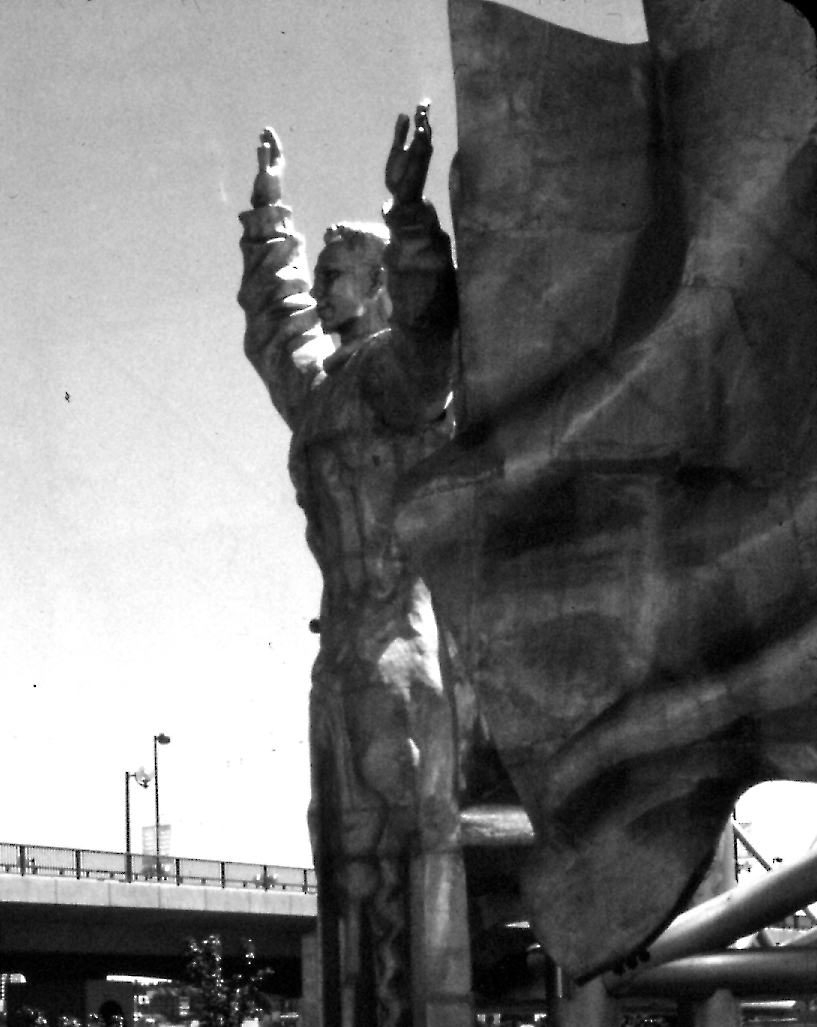
Socha Jurije Gagarina před sovětským pavilonem